# Leontopodium villosulum
Leontopodium villosulum là một loài thực vật có hoa trong họ Cúc. Loài này được A.P.Khokhr. mô tả khoa học đầu tiên năm 1988.